# 松本理恵 (演出家)
松本 理恵（まつもと りえ、1985年 - ）は、日本のアニメ監督、アニメーション演出家、アニメーター。別名義に「松本正二」がある。

## 来歴
高校1年の時に友人から勧められたアニメ（細田守監督の『デジモンアドベンチャー ぼくらのウォーゲーム!』）のビデオを見せられ、その内容や表現に「アニメってこんなこともできるのか」と驚き、アニメ制作を志すようになり、医学部志望だったが大学受験を取りやめ、東映アニメーション研究所に入所。その後当時細田が所属していたこともあり、そのまま東映アニメーションに入社する。
2006年の『ふたりはプリキュア Splash Star』で演出助手としてデビュー。以降、『プリキュアシリーズ』を中心に演出を手がける。
2010年公開の映画『映画 ハートキャッチプリキュア! 花の都でファッションショー…ですか!?』では25歳で監督に抜擢され、シリーズ初の女性監督を務める。
東映アニメーションで制作した初のオリジナル作品である『京騒戯画』の監督を担当。2011年に第1弾、2012年に第2弾が当時はまだ珍しいWebアニメとして配信され、両者合わせて累計100万再生以上を記録した。2013年には全13話のテレビアニメ版がTOKYO MXとBS朝日で放送された。
2015年、ボンズ制作のテレビアニメ『血界戦線』で東映アニメーション以外では初となる監督を担当。東映アニメーションでは音響監督を置かず、総合監督や話数担当ディレクター等がディレクションを務めることが殆どだった経験もあり、血界戦線でも自身が音響監督を兼任。キャスティングもメインキャラは全員オーディション無しの監督の指名で、制作陣からスケジュールが取れるか不安がられたが奇跡的に全員呼べたと後に主演の阪口大助が語った。
2018年12月12日、監督を務めたロッテ創業70周年スペシャルアニメーション『ベイビーアイラブユーだぜ』がスペシャルサイトにて公開される。
2020年9月29日、監督を務めた人気ゲーム「ポケットモンスター」とロックバンド・BUMP OF CHICKENによるスペシャルMV「GOTCHA!」がポケモン公式YouTubeチャンネルで公開される。キャラクターデザインは林祐己、アニメーション制作はボンズが担当、企画・プロデュースを川村元気と畑中雅美が手がけた。

## 人物
『京騒戯画』でキャラクターデザインを担当したアニメーターの林祐己は専門学校から一緒で、東映アニメーションでも同期。
辻村深月の小説『ハケンアニメ!』の登場人物・斉藤瞳は、松本をモデルにしている。

## 主な参加作品

### テレビアニメ
2006年
- ふたりはプリキュア Splash Star（ - 2007年、演出助手）

2007年
- Yes!プリキュア5（ - 2008年、#14, #24演出助手・演出）

2008年
- Yes!プリキュア5 GoGo!（ - 2009年、#2, #10, #17, #23, #30, #36, #45演出）

2009年
- マリー&ガリー パイロット版（演出）
- フレッシュプリキュア!（ - 2010年、#12, #22, #29, #35, #39演出）

2011年
- 君に届け 2ND SEASON（ED, #10絵コンテ）※松本正二名義

2012年
- 聖闘士星矢Ω（#3, #10演出）
- ソードアート・オンライン（#15絵コンテ）※松本正二名義

2013年
- 京騒戯画（シリーズディレクター・シリーズ構成）

2015年
- 血界戦線（監督）

2017年
- 血界戦線 & BEYOND（エンディング絵コンテ・演出）

### 劇場版アニメ
2007年
- 映画 Yes!プリキュア5 鏡の国のミラクル大冒険!（助監督）

2010年
- 映画 プリキュアオールスターズDX2 希望の光☆レインボージュエルを守れ!（演出）※大塚隆史と共同
- 映画 ハートキャッチプリキュア! 花の都でファッションショー…ですか!?（監督）

### Webアニメ
2011年
- 京騒戯画（監督） - ニコニコ動画、バンダイチャンネル、Youtubeにて公開

2012年
- 京騒戯画 第二弾（シリーズディレクター、#1, #5絵コンテ・演出、#4絵コンテ）

2018年
- ロッテ×BUMP OF CHICKEN「ベイビーアイラブユーだぜ」（監督、絵コンテ・演出・音響監督）

2020年
- ポケモン×BUMP OF CHICKEN スペシャルMV「GOTCHA!」（監督、絵コンテ・演出）